# 도널드 디프란체스코
도널드 토마스 디프란체스코(Donald Thomas DiFrancesco, 1944년 11월 20일, 뉴저지주 스카치 플레인스 ~ )은 미국의 정치인으로 뉴저지주 주지사 권한대행이다.

## 학력
- 펜실베이니아 주립 대학교 이학사
- 시튼홀 대학교 법학대학원 법무박사

## 경력
- 1976.01 ~ 1979.11 제197·198대 뉴저지 제22구 하원의원
- 1979.11 ~ 2002.01 제198~209대 뉴저지 제22구 상원의원
- 1982.01 ~ 1985.01 뉴저지 상원 소수당 대표
- 1992.01 ~ 2002.01 제110대 뉴저지 상원의장
- 2001.01 ~ 2002.01 제51대 뉴저지 주지사

## 역대 선거 결과
| 선거명        | 직책명                       | 대수  | 정당   | 득표율 | 득표수   | 결과 | 당락               |
| ------------- | ---------------------------- | ----- | ------ | ------ | -------- | ---- | ------------------ |
| 1975년 선거   | 하원의원 (뉴저지 제22선거구) | 197대 | 공화당 | 26.50% | 24,301표 | 2위  | 뉴저지 주의원 당선 |
| 1977년 선거   | 하원의원 (뉴저지 제22선거구) | 198대 | 공화당 | 27.82% | 28,052표 | 2위  | 뉴저지 주의원 당선 |
| 1979년 재선거 | 상원의원 (뉴저지 제22부)     | 198대 | 공화당 | 57.45% | 23,969표 | 1위  | 뉴저지 주의원 당선 |
| 1981년 선거   | 상원의원 (뉴저지 제22부)     | 200대 | 공화당 | 67.93% | 46,330표 | 1위  | 뉴저지 주의원 당선 |
| 1983년 선거   | 상원의원 (뉴저지 제22부)     | 201대 | 공화당 | 66.55% | 29,005표 | 1위  | 뉴저지 주의원 당선 |
| 1987년 선거   | 상원의원 (뉴저지 제22부)     | 203대 | 공화당 | 67.46% | 27,502표 | 1위  | 뉴저지 주의원 당선 |
| 1991년 선거   | 상원의원 (뉴저지 제22부)     | 205대 | 공화당 | 78.22% | 32,872표 | 1위  | 뉴저지 주의원 당선 |
| 1993년 선거   | 상원의원 (뉴저지 제22부)     | 206대 | 공화당 | 69.23% | 50,539표 | 1위  | 뉴저지 주의원 당선 |
| 1997년 선거   | 상원의원 (뉴저지 제22부)     | 208대 | 공화당 | 67.04% | 46,249표 | 1위  | 뉴저지 주의원 당선 |